# Вышибалы (фильм, 2001)
«Вышибалы» (англ. Knockaround Guys) — гангстерский фильм 2001 года.

## Сюжет
Мэтти Демарет (Барри Пеппер) — сын босса мафии Бэнни Демарета (Дэннис Хоппер), однако ему не доверяют ни одного серьёзного дела. Наконец Мэтти получает ответственное задание — доставить сумку с деньгами. Дело в том, что при предыдущих передачах деньги пропадали. Мэтти даёт задание своему другу Джонни Марблсу (Сет Грин) забрать сумку и на личном самолёте, без лишних посадок, привезти её по назначению.
Джонни совершает посадку для дозаправки в аэропорту маленького городка. В здании порта он замечает полицейских, пугается и прячет сумку среди багажа, надеясь забрать её позже. Однако сумку забирают себе два подростка, подрабатывающих грузчиками в аэропорту.
Мэтти в отчаянии — он провалил ответственное дело и не оправдал доверия. На помощь ему приходят друзья Крис Скарпа (Эндрю Дэволи) и Тэйлор Риз (Вин Дизель). Вместе они отправляются в городок на поиски денег. Но сумку прибрал к рукам местный шериф (Том Нунан), готовый даже убить приезжих — лишь бы оставить деньги себе. Мэтти понимает, что вернуть деньги по-тихому не получится и звонит «правой руке» своего отца — дяде Тэдди (Джон Малкович). Тэдди обещает помочь.

## В ролях
| Актёр                | Роль            |
| -------------------- | --------------- |
| Барри Пеппер         | Мэтти Демарет   |
| Эндрю Дэволи         | Крис Скарпа     |
| Сет Грин             | Джонни Марблс   |
| Вин Дизель           | Тэйлор Риз      |
| Джон Малкович        | Тэдди Десёрв    |
| Артур Дж. Наскарелла | Билли Clueless  |
| Том Нунен            | шериф Деккер    |
| Николас Паско        | Фрэди the Watch |
| Шоун Дойл            | Deputy Ward     |
| Кевин Гейдж          | Brucker         |
| Дэннис Хоппер        | Бэнни Демарет   |
| Крис Лемки           | Дэкер           |